# Gurkovo, Sofia
Gurkovo (în bulgară Гурково) este un sat în comuna Botevgrad, regiunea Sofia,  Bulgaria. 

## Demografie
Componența etnică a satului Gurkovo
     Bulgari (83,33%)
     Nicio identificare (16,66%)
     Altele (0%)
La recensământul din 2011, populația satului Gurkovo era de 282 locuitori. Din punct de vedere etnic, majoritatea locuitorilor (83,33%) erau bulgari. Pentru 16,66% din locuitori nu este cunoscută apartenența etnică.